# Stemmacantha orientalis
Stemmacantha orientalis là một loài thực vật có hoa trong họ Cúc. Loài này được (Serg.) Czerep. miêu tả khoa học đầu tiên năm 1995.